# 久米成夫
久米 成夫（くめ なりお、1882年（明治15年）12月1日 - 1954年（昭和29年）9月29日）は、日本の内務官僚。政友会系官選県知事、鹿児島市長。

## 経歴
鹿児島県薩摩郡山崎村麓大窪（現さつま町）で、山崎村長を務めた久米岳、シメ夫妻の長男として生まれる。鹿児島県立川内中学校、第七高等学校造士館（首席卒業）を経て、1910年7月、東京帝国大学法科大学を卒業。同年11月、文官高等試験行政科試験に合格。内務省に入省し千葉県属となる。
その後、千葉県試補、神奈川県愛甲郡長、同県理事官・知事官房主事、同県商工課長、秋田県理事官・教育兵事課長、岩手県警察部長、神奈川県警察部長、山形県内務部長、岩手県書記官・内務部長、広島県書記官・内務部長などを歴任。
1928年6月、大分県知事に就任。1929年7月、濱口内閣の成立により知事を休職。1931年12月、愛媛県知事に就任。1932年6月、奈良県知事に転任。不況対策に尽力。1934年2月1日、依願免本官となり知事を辞職し退官した。
その後、満洲国に転じ、奉天省総務庁長、満洲国国務院総理・鄭孝胥のもとで文教部総務司長などを務めた。1940年7月から1944年7月まで鹿児島市長を務めた。戦後、公職追放となり、晩年は故郷の生家で暮らした。
1954年9月29日早朝、自宅を出たまま行方不明となり、夜になって自宅近くの海岸で水死体で発見された。